# 브라이튼 해변의 추억
＜브라이튼 해변의 추억＞(Brighton Beach Memoirs)은 닐 사이먼의 반 자전적 희곡이다. 1983년 브로드웨이에서 초연되었다. 극은 브루클린 브라이튼 해변을 배경으로 유진 모리스 제롬이라는 어린 소년의 삶을 따라가며 진행된다. 감동적인 성장 스토리가 닐 사이먼 특유의 유머와 어우러진다.

## 개요
대공황기인 1937년 9월 뉴욕 브루클린 브라이튼 해변을 배경으로 사춘기 소년 모리스 제롬의 시점에서 극이 전개된다. 제롬은 부모인 케이트와 잭, 형 스탠리, 이모 블랑슈와 사촌 노라, 로리와 함께 살고 있다. 잭은 남편이 죽은 뒤 두 딸과 남겨진 처제 블랑슈 가족의 생계까지 책임지게 되면서 과로로 건강이 나빠지고 있다. 동생과 조카들을 살뜰히 보살피던 케이트도 생활고에 점점 지쳐 간다. 스탠리는 가족 중 잭 외에 유일하게 일을 해서 번 돈을 생활비에 보태고 있지만 어느 날 상사의 불합리하고 폭력적인 태도를 참지 못해 대들면서 일자리를 잃을 위기에 처한다. 사춘기 소년 유진은 사촌 노라를 짝사랑하며 끓어오르는 성적 호기심을 주체하지 못해 안절부절못한다. 한편 노라는 학교를 그만두고 브로드웨이의 댄서가 되겠다고 선언해 엄마 블랑슈와 이모 케이트의 걱정을 산다. 당장 일을 하면 어려운 집안 형편에 조금이라도 보탬이 될 거라고 말하지만 블랑슈와 케이트는 노라가 학업을 마치길 바란다. 어려서부터 지병을 앓고 있는 로리는 가족 모두의 큰 걱정거리다.
닐 사이먼은 작품에서 종종 유대인식 유머와 가족애로 유대 문화를 표현했다. ＜브라이튼 해변의 추억＞에는 닐 사이먼의 그런 특징이 두드러진다. 연극은 1986년 영화로도 제작되었다. 닐 사이먼이 직접 각색을 맡았다.